# Oedopeza flavosparsa
Oedopeza flavosparsa là một loài bọ cánh cứng trong họ Cerambycidae.